# 山根理輝
山根 理輝（やまね りき、1997年10月24日 - ）は、日本の俳優。北海道札幌市出身、埼玉県育ち。身長171cm。株式会社PLAN-D所属。

## 人物
- 特技はバドミントン。
- 趣味は写真撮影、銭湯巡り。
- 2023年10月31日をもって株式会社GVMを退所。[2]
- 2024年10月1日、株式会社PLAN-Dへの所属を発表。[3]

## 出演

### テレビドラマ
- 100万円の女たち（2017年4月14日 - 6月30日、テレビ東京）- 店員 役
- ぼくは麻理のなか（2017年10月17日 - 12月30日、フジテレビ）- クラスメイト 役
- 電影少女 -VIDEO GIRL MAI 2019-（2019年4月12日 - 6月28日、テレビ東京）- レギュラークラスメイト 役
- トモダチゲームＲ4 第3話（2022年8月6日、テレビ朝日）- 親友A ひかる 役
- 全領域異常解決室 最終話（2024年12月18日、フジテレビ） - 三上刑事 役[4]

### 映画
- ひだまりが聴こえる（2017年6月24日公開）- 大学生 役
- 二度目の夏、二度と会えない君（2017年9月1日公開）- 高校生 役
- あの頃、君を追いかけた（2018年10月5日公開）- 高校生 役
- HARAJUKU〜天使がくれた七日間（2020年9月25日公開）

### 舞台
- 2.5次元ダンスライブ - 菱田満 役
  - 2.5次元ダンスライブ「ALIVESTAGE Episode 1『Let us go singing as far as we go: the road will be less tedious. - 歌いながら歩こうよ -』」（2019年5月15日 - 19日、草月ホール）[5]
  - 2.5次元ダンスライブ「ALIVESTAGE Episode 2『月花神楽』」（2019年11月8日 - 17日、ヒューリックホール東京）[6]
  - 2.5次元ダンスライブ「ALIVESTAGE Episode 3『SCHOOL REVOLUTION Hello 神さま 僕はここにいる！』」（2020年4月24日 - 5月6日、ヒューリックホール東京）（全公演中止）
  - 2.5次元ダンスライブ「TSUKIPRO STAGEキソセカイステージ：eins『ソラヲワタルカゼ』」（2020年6月10日 - 13日、立川ステージガーデン）（全公演中止）
  - 2.5次元ダンスライブ「ALIVESTAGE Episode 3『SCHOOL REVOLUTION Hello 神さま 僕はここにいる！』」（2020年10月29日 - 11月8日、ヒューリックホール東京）[7]
  - 2.5次元ダンスライブ「TSUKIPRO STAGEキソセカイステージ：eins『ソラヲワタルカゼ』」（2020年12月19日 - 20日、立川ステージガーデン）[8] ※無観客生配信
  - 2.5次元ダンスライブ「ALIVESTAGE外伝 ZIX STAGE『Break It!』」（2021年2月27日 - 2月28日、草月ホール）[9]
  - 2.5次元ダンスライブ「ALIVESTAGE Episode 5『月野百鬼夜行綺譚 天獄 -君死にたまふことなかれ-』」（2021年9月2日 - 12日、シアターGロッソ）[10]
  - 2.5次元ダンスライブ「ALIVESTAGE Episode 6『Gift』」（2022年3月18日 - 27日、ヒューリックホール東京）[11]
  - 2.5次元ダンスライブ「ALIVESTAGE Episode 8『太極伝奇の、舞台裏』」（2023年7月29日 - 8月7日、なかのZERO 大ホール）[12]
  - 「ALIVESTAGE」＆「S.Q.S」ツキプロ合同ライブ『ROCKOOL FES 2024』（2024年11月20日 - 24日、東京ドームシティ シアターGロッソ）
- GEKIIKE本公演第10回『光芒のマスカレード-月光仮面異聞-』（2019年7月26日 - 8月12日、新宿村LIVE）- 風牙 役[13][14][15]
- 舞台『月夜に舞い上がる桜』（2019年9月7日 - 16日、シアターグリーン BIG TREE THEATER）
- フォトシネマ朗読劇『HARAJUKU～天使がくれた七日間～』（2019年9月20日 - 23日、労音大久保会館R’sアートコート）
- KingLEAR&MACBETH 2021（2021年8月5日 - 14日、ニッショーホール）- シートン / 伝令使 役[16]
- 舞台『Wizards Storia-initium-』（2021年12月2日 - 5日、六行会ホール）- ステラ 役
- -朗読劇-『シブヤクチュアリー』（2022年5月12日 - 15日、シアター風姿花伝）- ヤス 役
- 音×劇 オンゲキ『コンビニエンスマンBB〜ぼくら日和〜』（2022年9月22日 - 10月2日、アトリエファンファーレ東池袋）- Aチーム マルヤマトシロウ 役
- あ・うん♡ぐるーぷ2022『日本橋』二幕（2022年12月22日 - 24日、座・高円寺２）- 貫太郎 役

- 舞台『僕らのまほろば動物園』（2023年2月1日 - 5日、萬劇場）- 手越誠 役
- T-gene stage
  - T-gene stage『MOMOTARO』（2023年5月24日 - 28日、六行会ホール）※ゲスト出演（27日のみ）[17]
  - T-gene stage『囚われた5人？』（2024年4月24日 - 29日、studio ZAP!）※ゲスト出演（28日のみ）
  - T-gene stage『図ったん×ひょったん the STAGE』（2024年6月26日 - 30日、すみだパークシアター倉）※ゲスト出演（27日と28日のみ）
- 舞台『梅雨のむらさき』（2023年8月16日 - 20日、築地本願寺ブディストホール）- 豊橋万作 役[18]
- プロジェクトリコロ第7回公演『Statice』（2023年12月20日 - 24日、六行会ホール）- ノエル 役[19]
- A.T.M 朗読劇公演vol.7『あなたは探偵です ~呪われた孤島編~』（2024年2月23日 - 25日、こった創作空間）
- フライドBALL企画 vol.64『うらがわの事件簿』（2024年4月10日 - 14日、新宿THEATER BRATS）
- 舞台『権乱業火〜忠心と反心と〜』（2024年5月9日 - 12日、ザ・ポケット）

### イベント
- 縣豪紀 BIRTHDAY EVENT（2023年1月14日、R’s ART COURT）※ゲスト
- 図ったん×ひょったん vol.11（2023年2月25日、Msmile Box渋谷）
- キミに贈るコント Vol.1（2023年3月30日、MsmileBox渋谷）
- 吉田知央企画イベント『ちひ屋vol.1』（2023年7月2日、MUSEモード音楽学院本館滝野川会館大ホール）※ゲスト
- シアター代官山プロデュース『俳優図鑑』featuring 田中尚輝・植田慎一郎 (バースデー!)（2023年10月7日・8日、シアター代官山）※ゲスト
- ほりたりんぐ Birthday one-man 2023（2023年11月18日、新宿グラムシュタイン）※ゲスト
- 吉田知央25th BIRTHDAY EVENT（2024年2月11日、MUSEモード音楽学院本館）※ゲスト
- 演劇バラエティイベント IMPRESSION-LIVE- vol.3（2024年2月29日 - 3月3日、こった創作空間）※2日のみ出演
- GAME×ACTOR ゲーム&トークファンミーティングイベント（2024年5月3日、ダイニングバー 麦ノ音）※ゲスト
- GAME×ACTOR ゲーム&トークファンミーティングイベント（2025年1月18日、ダイニングバー 麦ノ音）※ゲスト
- Bitter or Sweet? -monoclone LAB.-（2025年2月8日、	中野シアターかざあな）